# Igelösa
Igelösa is een plaats in de gemeente Lund, in de Zweedse provincie Skåne län en het landschap Skåne. De plaats heeft 74 inwoners (2005) en een oppervlakte van 11 hectare.